# Эссойла (село)
Э́ссойла (карел. Jessoilu, Dessoilu) — село в составе Эссойльского сельского поселения Пряжинского национального района Республики Карелия.

## Общие сведения
Село расположено на южном берегу озера Сямозеро.

## История
2 февраля 1938 года постановлением Карельского ЦИК в Эссойле была закрыта церковь.

## Население
| 2002 | 2009 | 2010 | 2013 |
| ---- | ---- | ---- | ---- |
| 662  | ↘628 | ↘575 | ↗579 |

## Улицы
- ул. Лесная
- ул. Набережная
- ул. Озёрная
- ул. Приозёрная
- ул. Радужная
- ул. Рябиновая
- ул. Строителей
- ул. Суоярвская
- ул. Угмойльская
- пер. Фермерский
- пер. Хуторский